# Csirmaz László
Csirmaz László (Budapest, 1951. február 10. –) magyar matematikus, egyetemi docens.
1981-ben szerezte meg PhD fokozatát. Szakterülete a halmazelmélet, a kombinatorika és a matematikai logika, valamint foglalkozik kritpográfiával és számítástudománnyal is. Jelenleg három magyar egyetemen dolgozik és tanít: a Debreceni Egyetemen 1997, a Közép-európai Egyetemen 1996 és az Eötvös Loránd Tudományegyetemen 1985 óta. Két egyetemi tankönyv szerzője.

## Főbb művei
- Matematikai logika. Egyetemi jegyzet; közrem. Csirmaz László, Hajnal András; ELTE, Budapest, 1994
- Nemsztenderd analízis; Typotex, Budapest, 1999